# Група 15
Г15 (Група 15) неформални је форум намењен подстицању сарадње и пружању сугестија другим међународним групама, као што су Светска трговинска организација и Група Осам. Основан је на Деветој конференцији несврстаних у Београду, Југославија, у септембру 1989, а састоји се од земаља Латинске Америке, Африке и Азије, са заједничким циљем побољшаног раста и просперитета. Г-15 се фокусира на сарадњу међу земљама у развоју у области инвестиција, трговине и технологије. Чланство је од тада проширирено на 18 земаља, али име је остало непромењено. Чиле, Иран и Кенија су се придружили групи 15, док Југославија више није део групе; Перу, један од оснивача-држава, одлучила да напусти Г-15 2011.

## Чланице организације 2022.
| Регион                    | Чланица    |
| ------------------------- | ---------- |
| Африка                    | Алжир      |
| Африка                    | Египат     |
| Африка                    | Кенија     |
| Африка                    | Нигерија   |
| Африка                    | Сенегал    |
| Африка                    | Зимбабве   |
| Азија                     | Индија     |
| Азија                     | Индонезија |
| Азија                     | Иран       |
| Азија                     | Малезија   |
| Азија                     | Шри Ланка  |
| Латинска Америка и Кариби | Аргентина  |
| Латинска Америка и Кариби | Бразил     |
| Латинска Америка и Кариби | Чиле       |
| Латинска Америка и Кариби | Јамајка    |
| Латинска Америка и Кариби | Мексико    |
| Латинска Америка и Кариби | Венецуела  |